# Aspasmichthys
Aspasmichthys is een monotypisch geslacht van straalvinnige vissen uit de familie van schildvissen (Gobiesocidae).

## Soort
- Aspasmichthys ciconiae (Jordan & Fowler, 1902)